# Debeli Rtič
Debeli Rtič (em italiano:  Punta Grossa) é um cabo da Eslovénia, no norte do mar Adriático, perto da fronteira Eslovénia-Itália. Fica a noroeste da cidade eslovena de Ankaran, e a oeste da cidade italiana de Muggia. O nome (tanto em esloveno como em italiano) significa literalmente "ponta grossa".
O cabo é um parque natural, pelo que é proibido construir dentro desse parque, e é também o lugar onde se encontra algumas acumulação de sal.